# Merani Tbilisi
SK Merani Tbilisi (gruz. სკ მერანი თბილისი) – gruziński klub piłkarski z siedzibą w Tbilisi.

## Historia
Chronologia nazw:
- 1990—1993: Merani Tbilisi
- 2003—2004: Merani Tbilisi
- 2004—2005: Merani-Milani Tbilisi
- 2005—...: Merani Tbilisi

Założony w 1990 jako Merani Tbilisi. Do 1991 klub występował w regionalnej lidze Mistrzostw Gruzji. W sezonie 1991/1992 klub debiutował w Pirveli Liga.
W lipcu 1993 klub połączył się z klubem Baczo Tbilisi, który występował w regionalnej lidze, i zmienił nazwę na Merani-Baczo Tbilisi oraz kontynuował tradycje innego klubu.
Dopiero w 2003 klub został odrodzony. Rozpoczął rozgrywki ponownie w lidze regionalnej. W lipcu 2004 klub połączył się z Milani Cnori i nazywał się Merani-Milani Tbilisi. W sezonie 2004/05 już występował w Pirveli Liga, a w 2006 zdobył awans do Umaghlesi Liga. W sezonie 2007/08 klub zajął 12 miejsce i został oddelegowany do Meore Liga.

## Sukcesy
- Mistrzostwo Gruzji:

11 miejsce: 2006/2007

## Europejskie puchary
Legenda do wszystkich tabel:
- Q – runda eliminacyjna, 1/16, 1/8, 1/4, 1/2 – odpowiednia faza rozgrywek, Grupa – runda grupowa, 1r gr – pierwsza runda grupowa, 2r gr – druga runda grupowa, F – finał, R – runda, PO – play-off
- k. – rzuty karne, los. – losowanie, Dogr. – dogrywka, w. – zasada bramek strzelonych na wyjeździe

| Sezon | Rozgrywki        | Runda    | Klub             | Dom | Wyjazd | Ogólnie    |
| ----- | ---------------- | -------- | ---------------- | --- | ------ | ---------- |
| 1997  | Puchar Intertoto | Grupa 12 | Torpedo Moskwa   | 0–2 |        | 2. miejsce |
| 1997  | Puchar Intertoto | Grupa 12 | Iraklis Saloniki |     | 0–2    | 2. miejsce |
| 1997  | Puchar Intertoto | Grupa 12 | Floriana         | 5–0 |        | 2. miejsce |
| 1997  | Puchar Intertoto | Grupa 12 | Ried             |     | 3–1    | 2. miejsce |